# Typhlops hectus
Typhlops hectus är en ormart som beskrevs av Thomas 1974. Typhlops hectus ingår i släktet Typhlops och familjen maskormar. Inga underarter finns listade i Catalogue of Life.
Denna orm förekommer i sydvästra Haiti. Den lever i låglandet och i kulliga områden upp till 800 meter över havet. Individerna vistas i torra och fuktiga skogar, i buskskogar och på odlingsmark. De gömmer sig ofta under träbitar. Honor lägger ägg.
Beståndet hotas av intensivt jordbruk och produktionen av träkol. IUCN kategoriserar arten globalt som sårbar.